# Benthopecten semisquamatus
Benthopecten semisquamatus is een zeester uit de familie Benthopectinidae.
De wetenschappelijke naam van de soort werd in 1889 gepubliceerd door Percy Sladen.